# Éric Lecompte
Pour les articles homonymes, voir Lecompte.
Éric Lecompte (né le 4 avril 1975 à Montréal au Québec) est un joueur professionnel canadien de hockey sur glace,.

## Carrière de joueur
Il commence sa carrière lors de la saison 1991-1992, alors qu’il joue avec les Olympiques de Hull de la Ligue de hockey junior majeur du Québec.
Lors du repêchage de 1993 de la Ligue nationale de hockey, il est choisi en 1re ronde, 24e au total par les Blackhawks de Chicago. Il n’a cependant jamais joué dans la Ligue nationale de hockey.
Après avoir commencé la saison 1994-1995 avec les Olympiques de Hull, il est échangé aux Lynx de Saint-Jean, puis aux Faucons de Sherbrooke. Lors de cette même saison, il débute également sa carrière professionnelle, alors qu’il dispute trois matchs avec le Ice d'Indianapolis de la Ligue internationale de hockey.
Entre 1995 et 1999, évolue avec les IceCats de Worcester et les Mighty Ducks de Cincinnati de la Ligue américaine de hockey, ainsi qu’avec le Ice d'Indianapolis et les Komets de Fort Wayne de la Ligue internationale de hockey.
Il dispute ensuite quelques matchs avec les Rapides de LaSalle de la Ligue de hockey semi-professionnelle du Québec, puis il termine la saison 1999-2000 avec le Revierlöwen Oberhausen de la DEL.
Après trois saisons passées en Italie avec le AS Asiago de la Série A, il prend la direction de la Suisse. Il porte alors les couleurs du SCL Tigers, du HC Lugano et du ZSC Lions de la LNA, ainsi que du SC Langenthal et du HC Olten de la LNB.
Lors de la saison 2006-2007, il dispute également quelques matchs avec le HC TWK Innsbruck de l’ÖEL.
Le 8 novembre 2007, il fait un retour au Canada, alors qu’il se joint aux Summum-Chiefs de Saint-Jean-sur-Richelieu de la Ligue nord-américaine de hockey.
Il évolue ensuite avec les Chiefs de Saint-Hyacinthe, le 98.3 FM de Saguenay, les Marquis de Saguenay et le Lois Jeans de Pont-Rouge.
Après avoir mis sa carrière de hockeyeur de côté au profit de celle d’entraîneur, il fait un retour au jeu le 3 janvier 2012, alors qu’il signe un contrat à titre d’agent libre avec l’Isothermic de Thetford Mines.
Le 9 juin 2013 il est réclamé par les Braves de Valleyfield lors du repêchage d'expansion. Le 11 juillet il signe un contrat avec l'équipe, mais il ne dispute aucun match avec l'équipe puisqu'il est libéré le 11 novembre.

## Statistiques
| Saison    | Équipe                                    | Ligue   |    | Saison régulière | Saison régulière | Saison régulière | Saison régulière | Saison régulière |    | Séries éliminatoires | Séries éliminatoires | Séries éliminatoires | Séries éliminatoires | Séries éliminatoires |
| Saison    | Équipe                                    | Ligue   | PJ | B                | A                | Pts              | Pun              | PJ               | B  | A                    | Pts                  | Pun                  |                      |                      |
| 1991-1992 | Olympiques de Hull                        | LHJMQ   | 60 | 16               | 17               | 33               | 148              | 6                | 1  | 0                    | 1                    | 4                    |                      |                      |
| 1992-1993 | Olympiques de Hull                        | LHJMQ   | 66 | 33               | 39               | 72               | 149              | 10               | 4  | 4                    | 8                    | 52                   |                      |                      |
| 1993-1994 | Olympiques de Hull                        | LHJMQ   | 62 | 38               | 49               | 87               | 169              | 20               | 10 | 10                   | 20                   | 68                   |                      |                      |
| 1994-1995 | Olympiques de Hull                        | LHJMQ   | 11 | 10               | 9                | 19               | 58               | -                | -  | -                    | -                    | -                    |                      |                      |
| 1994-1995 | Lynx de Saint-Jean                        | LHJMQ   | 19 | 10               | 10               | 20               | 54               | -                | -  | -                    | -                    | -                    |                      |                      |
| 1994-1995 | Faucons de Sherbrooke                     | LHJMQ   | 34 | 22               | 29               | 51               | 111              | 4                | 2  | 2                    | 4                    | 4                    |                      |                      |
| 1994-1995 | Ice d'Indianapolis                        | LIH     | 3  | 2                | 0                | 2                | 2                | -                | -  | -                    | -                    | -                    |                      |                      |
| 1995-1996 | Ice d'Indianapolis                        | LIH     | 79 | 24               | 20               | 44               | 131              | -                | -  | -                    | -                    | -                    |                      |                      |
| 1996-1997 | Ice d'Indianapolis                        | LAH     | 8  | 0                | 1                | 1                | 4                | -                | -  | -                    | -                    | -                    |                      |                      |
| 1996-1997 | Ice d'Indianapolis                        | LIH     | 35 | 2                | 3                | 5                | 74               | -                | -  | -                    | -                    | -                    |                      |                      |
| 1996-1997 | Komets de Fort Wayne                      | LIH     | 14 | 1                | 2                | 3                | 62               | -                | -  | -                    | -                    | -                    |                      |                      |
| 1997-1998 | Ice d'Indianapolis                        | LIH     | 46 | 7                | 11               | 18               | 52               | -                | -  | -                    | -                    | -                    |                      |                      |
| 1997-1998 | Mighty Ducks de Cincinnati                | LAH     | 26 | 11               | 8                | 19               | 68               | -                | -  | -                    | -                    | -                    |                      |                      |
| 1998-1999 | Mighty Ducks de Cincinnati                | LAH     | 67 | 11               | 22               | 33               | 183              | 3                | 1  | 2                    | 3                    | 0                    |                      |                      |
| 1999-2000 | Rapides de LaSalle                        | LHSPQ   | 5  | 1                | 6                | 7                | 10               | -                | -  | -                    | -                    | -                    |                      |                      |
| 1999-2000 | Revierlöwen Oberhausen                    | DEL     | 45 | 8                | 18               | 26               | 96               | -                | -  | -                    | -                    | -                    |                      |                      |
| 2000-2001 | Asiago                                    | Serie A | 35 | 27               | 32               | 59               | 58               | 11               | 7  | 11                   | 18                   | 51                   |                      |                      |
| 2001-2002 | Asiago HC                                 | Serie A | 37 | 17               | 24               | 41               | 60               | 3                | 0  | 0                    | 0                    | 27                   |                      |                      |
| 2002-2003 | Asiago HC                                 | Serie A | 2  | 0                | 2                | 2                | 4                | -                | -  | -                    | -                    | -                    |                      |                      |
| 2002-2003 | SC Langnau Tigers                         | LNA     | 5  | 1                | 3                | 4                | 10               | -                | -  | -                    | -                    | -                    |                      |                      |
| 2002-2003 | SC Langenthal                             | LNB     | 34 | 23               | 28               | 51               | 132              | -                | -  | -                    | -                    | -                    |                      |                      |
| 2003-2004 | Langenthal                                | LNB     | 41 | 25               | 45               | 70               | 119              | -                | -  | -                    | -                    | -                    |                      |                      |
| 2003-2004 | HC Lugano                                 | LNA     | -  | -                | -                | -                | -                | 3                | 1  | 1                    | 2                    | 2                    |                      |                      |
| 2004-2005 | Langenthal                                | LNB     | 44 | 37               | 35               | 72               | 97               | 11               | 3  | 10                   | 13                   | 24                   |                      |                      |
| 2005-2006 | Langenthal                                | LNB     | 41 | 27               | 46               | 73               | 101              | 7                | 2  | 12                   | 14                   | 0                    |                      |                      |
| 2006-2007 | HC TWK Innsbruck                          | ÖEL     | 9  | 3                | 7                | 10               | 6                | -                | -  | -                    | -                    | -                    |                      |                      |
| 2006-2007 | ZSC Lions                                 | LNA     | 1  | 0                | 0                | 0                | 0                | -                | -  | -                    | -                    | -                    |                      |                      |
| 2006-2007 | Langenthal                                | LNB     | 36 | 14               | 46               | 60               | 61               | 6                | 2  | 6                    | 8                    | 10                   |                      |                      |
| 2007-2008 | HC Olten                                  | LNB     | 15 | 7                | 15               | 22               | 16               | -                | -  | -                    | -                    | -                    |                      |                      |
| 2007-2008 | Summum-Chiefs de Saint-Jean-sur-Richelieu | LNAH    | 40 | 28               | 45               | 73               | 73               | 6                | 4  | 7                    | 11                   | 10                   |                      |                      |
| 2008-2009 | Chiefs de Saint-Hyacinthe                 | LNAH    | 26 | 18               | 22               | 40               | 47               | -                | -  | -                    | -                    | -                    |                      |                      |
| 2008-2009 | 98.3 FM de Saguenay                       | LNAH    | 9  | 1                | 6                | 7                | 6                | 5                | 3  | 3                    | 6                    | 13                   |                      |                      |
| 2009-2010 | Marquis de Saguenay                       | LNAH    | 1  | 0                | 0                | 0                | 0                | -                | -  | -                    | -                    | -                    |                      |                      |
| 2009-2010 | Lois Jeans de Pont-Rouge                  | LNAH    | 2  | 1                | 4                | 5                | 2                | -                | -  | -                    | -                    | -                    |                      |                      |
|           |                                           |         |    |                  |                  |                  |                  |                  |    |                      |                      |                      |                      |                      |
| 2011-2012 | Isothermic de Thetford Mines              | LNAH    | 17 | 10               | 9                | 19               | 9                | 12               | 2  | 3                    | 5                    | 49                   |                      |                      |
| 2012-2013 | Isothermic de Thetford Mines              | LNAH    | 4  | 2                | 3                | 5                | 2                | -                | -  | -                    | -                    | -                    |                      |                      |

## Trophées et honneurs personnels
- 2011-2012 : remporte la Coupe Canam de la Ligue nord-américaine de hockey avec l'Isothermic de Thetford Mines.